# 虜ノ姫 〜淫魔の調律〜
『虜ノ姫 〜淫魔の調律〜』（とりこのひめ いんまのちょうりつ）は、2007年6月29日にアトリエかぐや TEAM HEARTBEATから発売された18禁姫調教アドベンチャーゲームである。

## ストーリー
クロードは数多の女性を従順な性奴隷へと調教する「調律師」である。ある日、彼の元へ偶然にも3人の姫君がクロードの下へ送られ、そして彼女達を調律するにつれ、クロードの人生に転機が訪れる。

### エンディング
個別ルートの内、ノーラルートは、リディア・ヒルダ・エレノアのバッドエンドの内容を前提としている。
リディアルート
クロードはリディアとのふれあいで「心」をとりもどし、リディアと2人で蛮族王を倒す。
ヒルダルート
クロードは調教を通じてヒルダと互いにひかれあう。そして、献上の日、ヒルダの兄・グロスター公が殺される。そこへノーラが現れ、国を守ることと引き換えに、調律師となるという取引を持ち掛け、ノーラはそれに応じる。
エレノアルート
エレノアはクロードとひかれあい、やがてクロードの子を宿す。だが、ノーラからおなかの子に「心」がないことを告げられたクロードは、自分の生命と引き換えに、子どもに「心」を持たせるよう嘆願する。ノーラはそれを受け入れ、実行する。
ノーラルート
クロードが3人の調教を終えたところで後悔していたところ、ノーラに嘲笑され、「心」を取り戻したことに気づく。また、自分が調律師と奴隷の子ではなく、ノーラの息子であることを思い出す。そして、父親だけでなく、その父親も自分とそっくりであることに気づいた彼は、ノーラによって転生を繰り返していたことを悟る。
ハーレムエンド
クロードは3人の調教を行う中で、彼女たちが特別な「心」を持っていることに気づき、ノーラに対抗し、その力を奪う。
そして、リディアたち3人と、ノーラをしもべにした彼は、いつしか魔王と呼ばれるようになった。

## 登場人物

### 主要人物
クロード
本作の主人公。空に浮遊する城「調律の館」に住む調律師。彼の調律した奴隷は最高級品の仕上がりだとして「灰色の天才調律師」として有名。
調律師と奴隷の間に「禁忌の子」として生まれ、生来感情と言うものを持たず、また身体が不自由で、両親が死んだ後ただ死を待つのみだったが、その時現れた淫魔・ノーラとの契約で身体の自由と、調律の館と調律師としての魔力を手に入れたが生涯、彼女と運命を共にすることとなった。
リディア
声：中家志穂
戦乱で今は亡き国の姫君。祖国を攻めた蛮族の王によりクロードの下へ連れてこられ、人質となった王と王妃の命と引き換えに蛮族の王の性奴隷の道を選んだ。「白の姫君」の名の通りに可憐な容姿をしているが性格は活発かつ多少短気で、クロードやエリオットに何かと突っかかる。
ヒルダ
声：岩泉まい
大陸北部にある宗教国家の王女。その神秘的な雰囲気から「黒の姫巫女」と呼ばれている。前王が崩御した後、覇権を狙う実兄の計略により謀られ、調律の館に性奴隷として連れて来られた。
エレノア
声：香澄りょう
長命で知られている種族「メトセラ」が築いている王国の少年王・ニムロドの第一王妃。夫の欲求を満たすために｢調律の館｣で性奴隷になる様に支持されて連れて来られた。元々は別の男と結婚し妊娠していたが、出世欲の強い男が出世を条件にニムロドにエレノアを売り渡し、そのショックで流産した過去を持つ。
ノーラ
声：水瀬沙季
淫魔。昔死ぬ運命にあったクロードの前に現れ、身体の自由と調律師の魔力、そして調律の館を与えたが、定期的に彼女と性交し魔力を供給しないと身体の自由と魔力を失うこととなり、生涯調律師となることを条件に運命を共にすることになった。

### その他の人物
エリオット
声：葉月
ノーラが連れてきた少年で、奴隷達の世話係を務める。一見可愛らしい少女のようにも見えるが年齢をはじめとする全てが一切が謎。エリオットとは1人のことを指す名前ではなく、1つの意識を共有する肉体を持つ存在。そのため、殺されてもなに食わぬ顔で新たなエリオットが現れる。
蛮族の王
リディアの祖国を攻め滅ぼした敵国の王。全身に刀傷がある歴戦の戦士だが性格はとても野蛮で、リディアを一目で気に入った。王と王妃を人質に取り従わせ、従順かつ超高級な性奴隷にしようとクロードに依頼した。
グロスター公
宗教国家の現王でヒルダの実兄。父親である前王を殺害し妹のヒルダを計略で嵌めた張本人。ヒルダのことは昔から低く見られ、民衆から高い支持もあったことで忌々しく思っていた。それと同様に美しい妹を何度も強姦しようとするなど、歪んだ欲情を持っている。
ニムロド
メトセラの王国の現王でエレノアの夫。長命なメトセラにおいて身体の成長が遅く、即位したのが幼かったころなのと、まだ少年のままの姿から「少年王」の異名を持つ。エレノアを出世欲の強い前夫から貰い受けたが、最近飽きてきて性奴隷にしようとクロードに調律を依頼した。

## スタッフ
- 原画：M&M
- シナリオ：神無月ニトロ・うつろあくた・もみあげルパンR・速水漣・他